# النادي الأهلي السعودي لكرة السلة
الأهلي هو فريق كرة سلة سعودي تأسس في 1938 يقع في جدة، منطقة مكة المكرمة، السعودية. يلعب في الدوري السعودي الممتاز لكرة السلة.

## البطولات
- كأس الأمير فيصل بن فهد لكرة السلة 2009-10 [1]
- بطولة نخبة السلة السعودية 2005-06 [2]
- بطل الدوري ٢٢ مره طوال مسيرته
- بطل الدوري السعودي لكره السله عام 2022-2023
- 3 بطل لكاس وزاره الرياضه لكره السله 2025 2023